# Никитин, Евгений Александрович
Евгений Александрович Никитин — советский хозяйственный, государственный и политический деятель.

## Биография
Родился в 1927 году в Коломне. Член КПСС.
С 1946 года — на хозяйственной, общественной и политической работе. В 1946—2001 гг. — конструктор Отдела главного конструктора по локомотивостроению Коломенского завода, инженер-механик, инженер-конструктор, главный конструктор по машиностроению Коломенского паровозостроительного завода/Коломенского тепловозостроительного завода/акционерного общества — холдинговой компании «Коломенский завод».
За создание и внедрение в народное хозяйство мощностного ряда унифицированных экономичных дизелей типа Д-49 был в составе коллектива удостоен Государственной премии СССР в области науки и техники 1989 года.
Умер в Коломне в 2005 году.